# Tyrrell 024
Tyrrell 024 – samochód Formuły 1, zaprojektowany przez Harveya Postlethwaite'a, Mike'a Gascoyne'a i Jeana-Claude'a Migeota, skonstruowany przez Tyrrella na sezon 1996.
Samochód był napędzany silnikami Yamaha OX11A o mocy ponad 700 KM. Kierowcami, podobnie jak w sezonie 1995, byli Ukyō Katayama i Mika Salo. W modelu próbowano stosować rozwiązania mające dać przewagę na szybkich torach, tj. przełożenie opon przednich na tył (i odwrotnie) oraz lite przednie wahacze; te rozwiązania zostały jednak zabronione.
Ogółem Tyrrell zdobył pięć punktów i ósme miejsce w klasyfikacji konstruktorów. Po sezonie silniki Yamaha zostały zastąpione jednostkami Forda. Katayama przeszedł natomiast do Minardi, a w jego miejsce przyszedł Jos Verstappen.

## Wyniki w Formule 1
| Legenda oznaczeń w tabelach wyników Wyświetl szablon na nowej stronie | Legenda oznaczeń w tabelach wyników Wyświetl szablon na nowej stronie                                                                     |
| Oznaczenie                                                            | Wyjaśnienie |
| --------------------------------------------------------------------- | --- |
| Złoty                                                                 | Zwycięzca lub mistrzostwo |
| Srebrny                                                               | 2. miejsce lub wicemistrzostwo |
| Brązowy                                                               | 3. miejsce lub II wicemistrzostwo |
| Zielony                                                               | Ukończył, punktował (w klasyfikacji generalnej, gdy zdobył co najmniej jeden punkt na przestrzeni sezonu, poza trzema powyższymi opcjami) |
| Niebieski                                                             | Ukończył, nie punktował (w klasyfikacji generalnej, gdy nie zdobył co najmniej jednego punktu na przestrzeni sezonu)                      |
| Czerwony                                                              | Nie zakwalifikował się (NZ) |
| Czerwony                                                              | Nie prekwalifikował się (NPK) |
| Różowy                                                                | Nie ukończył (NU) |
| Różowy                                                                | Niesklasyfikowany (NS) (w klasyfikacji generalnej, gdy nie został sklasyfikowany w żadnym wyścigu sezonu)                                 |
| Czarny                                                                | Zdyskwalifikowany (DK) |
| Czarny                                                                | Wykluczony (WYK/EX) |
| Biały                                                                 | Nie wystartował (NW) |
| Biały                                                                 | Kontuzjowany (K/INJ) |
| Biały                                                                 | Wyścig odwołany (OD/C) |
| Bez koloru                                                            | Został wycofany (WYC/WD) |
| Bez koloru                                                            | Nie przybył (NP/DNA) |
| Bez koloru                                                            | Nie brał udziału w treningach (NT/DNP) |
| Bez koloru                                                            | Nie został zgłoszony (–) |
| Pogrubienie                                                           | Start z pole position |
| Kursywa                                                               | Najszybsze okrążenie wyścigu |
| †                                                                     | Nie ukończył, ale jego rezultat został zaliczony ze względu na przejechanie więcej niż 90% dystansu wyścigu.                              |
| *                                                                     | Sezon w trakcie |
| 1/2/3                                                                 | Punktowana pozycja w sprincie kwalifikacyjnym                                                                                             |
| Lista systemów punktacji Formuły 1                                    | |

| Sezon | Zespół         | Silnik | Kierowcy      | Wyniki w poszczególnych eliminacjach | Wyniki w poszczególnych eliminacjach | Wyniki w poszczególnych eliminacjach | Wyniki w poszczególnych eliminacjach | Wyniki w poszczególnych eliminacjach | Wyniki w poszczególnych eliminacjach | Wyniki w poszczególnych eliminacjach | Wyniki w poszczególnych eliminacjach | Wyniki w poszczególnych eliminacjach | Wyniki w poszczególnych eliminacjach | Wyniki w poszczególnych eliminacjach | Wyniki w poszczególnych eliminacjach | Wyniki w poszczególnych eliminacjach | Wyniki w poszczególnych eliminacjach | Wyniki w poszczególnych eliminacjach | Wyniki w poszczególnych eliminacjach | Wyniki kierowców | Wyniki kierowców | Wyniki konstruktora | Wyniki konstruktora |
| 1996  |                |        |               | Australia                            | Brazylia                             | Argentyna                            | Unia Europejska                      | San Marino                           | Monako                               | Hiszpania                            | Kanada                               | Francja                              | Wielka Brytania                      | Niemcy                               | Węgry                                | Belgia                               | Włochy                               | Portugalia                           | Japonia                              | Pkt.             | Msc.             | Pkt.                | Msc.                |
| ----- | -------------- | ------ | ------------- | ------------------------------------ | ------------------------------------ | ------------------------------------ | ------------------------------------ | ------------------------------------ | ------------------------------------ | ------------------------------------ | ------------------------------------ | ------------------------------------ | ------------------------------------ | ------------------------------------ | ------------------------------------ | ------------------------------------ | ------------------------------------ | ------------------------------------ | ------------------------------------ | ---------------- | ---------------- | ------------------- | ------------------- |
| 1996  | Tyrrell Yamaha | Yamaha | Ukyō Katayama | 11                                   | 9                                    | NU                                   | DK                                   | NU                                   | NU                                   | NU                                   | NU                                   | NU                                   | NU                                   | NU                                   | 7                                    | 8                                    | 10                                   | 12                                   | NU                                   | 0                | 17               | 5                   | 8                   |
| 1996  | Tyrrell Yamaha | Yamaha | Mika Salo     | 6                                    | 5                                    | NU                                   | DK                                   | NU                                   | 5                                    | DK                                   | NU                                   | 10                                   | 7                                    | 9                                    | NU                                   | 7                                    | NU                                   | 11                                   | NU                                   | 5                | 13               | 5                   | 8                   |